# Liktjocking
Liktjocking kallas en orund axel som vid mätning med haktolk, skjutmått eller mikrometer visar samma diameter runtom. Enkelt uttryckt beroende på att axelns mittpunkt "vandrar". Mätning med ringtolk av maxstorlek avslöjar felet. Liktjockingen har ett udda antal "hörn". Matematiskt kan liktjockingen beskrivas med ekvationen:
{\displaystyle r(\varphi )={\frac {D}{2}}+{\frac {C}{2}}\sin(n\varphi ),\quad n=udda\;heltal.}
Två extremfall av liktjocking är cirkeln som har störst area i förhållande till diametern respektive Reuleaux triangeln som har minst area i förhållande till diametern.
Den engelska översättningen är "curve of constant width".

## Standarder
DIN 32711-P3